# Castille Landon
Castille Landon, född som Castille Rath den 2 oktober 1991 i Bradenton i Florida, är en amerikansk filmskapare och skådespelerska. Hon har bland annat regisserat filmerna Fear of Rain, After We Fell, After Ever Happy, och After Everything. Hon är dotter till filmproducenten Dori A. Rath.

## Filmografi (i urval)

### Filmer
- 2021 – Fear of Rain
- 2021 – After We Fell
- 2022 – After Ever Happy
- 2023 – After Everything